# Yamoto (músico)
Yamoto (nacido Shinichirō Yamoto el 21 de diciembre de 1979) es un cantante, compositor y músico japonés. Nació en Isehara, Kanagawa. A los 17 años debutó como vocalista en la banda Silent Scene, la cual se separó luego de dos años.
Actualmente trabaja como cantante-compositor y es el presidente de Gold Tora Studio, un sello discográfico independiente. Además es el productor de Isehara Street Ippo. Él toca el piano, la guitarra y el bajo.

## Discografía

### Álbumes
- Kimi to mirai kyanbasu ni (13 de noviembre de 2004)
- Yikowa na koyoi (13 de noviembre de 2004)

## Otros trabajos

### Temas musicales
- "Rakuen no Tobira", The Mythical Detective Loki Ragnarok tema de apertura (TV Tokyo)
- "School Boys", Gakuen Heaven tema de apertura

### Voz de respaldo en videojuegos
- Taiko no Tatsujin (Nintendo DS)

### Voz de respaldo / Coros
- "Brand-new Junction", Tema musical de Sweet Junction (Radio Osaka)
- "Sir Conrart Weller" (Toshiyuki Morikawa) Kyo Kara Maoh! character song series v. 2
- "Kimi janakya dame nanda kimeru "

### Tours
- Kenichi Takano: guitarrista, voz de soporte.
- Hideki Ando: guitarrista, voz de soporte.

### Composiciones
- Unmei no tobira, Tamashii~rama~ A-CHA (Bellwood Records)
- Kokoro Oasis, Every fights!, BLEACH BEAT COLLECTION 3rd SESSION!"NEL TU" (Tomoko Kaneda) (aniplex)